# 旗江珧
旗江珧（学名：Atrina vexillum），中国大陆称作旗江珧，台湾称作黑旗江珧蛤，是贻贝目江珧蛤科曲江珧蛤属的一种。主要分布于新加坡、马来西亚、印度尼西亚、中国大陆、台湾，常栖息在潮间带至潮下带50米。